# Supa Strikas
Supa Strikas ou Super Strikas é uma série de histórias em quadrinhos sul-africana sobre futebol, a produção da revista é terceirizada, entre os artistas está o brasileiro Stefani Rennee. É considerada uma das HQs de maior circulação mundial já tendo algumas edições publicadas no Brasil pela Editora Abril como um encarte da revista Placar. Em 2009 recebeu uma série animada produzida pela Strika Entertainment em parceria da Animasia Studio. No Brasil, estreou na Disney XD no dia 12 de maio de 2014. Em Portugal, estreou na SIC K no dia 2 de outubro de 2017. Atualmente está sendo exibida no Brasil pelo canal Gulli, e todos os seus episódios estão disponíveis na plataforma YouTube. 